# Wilhelm Vorndran

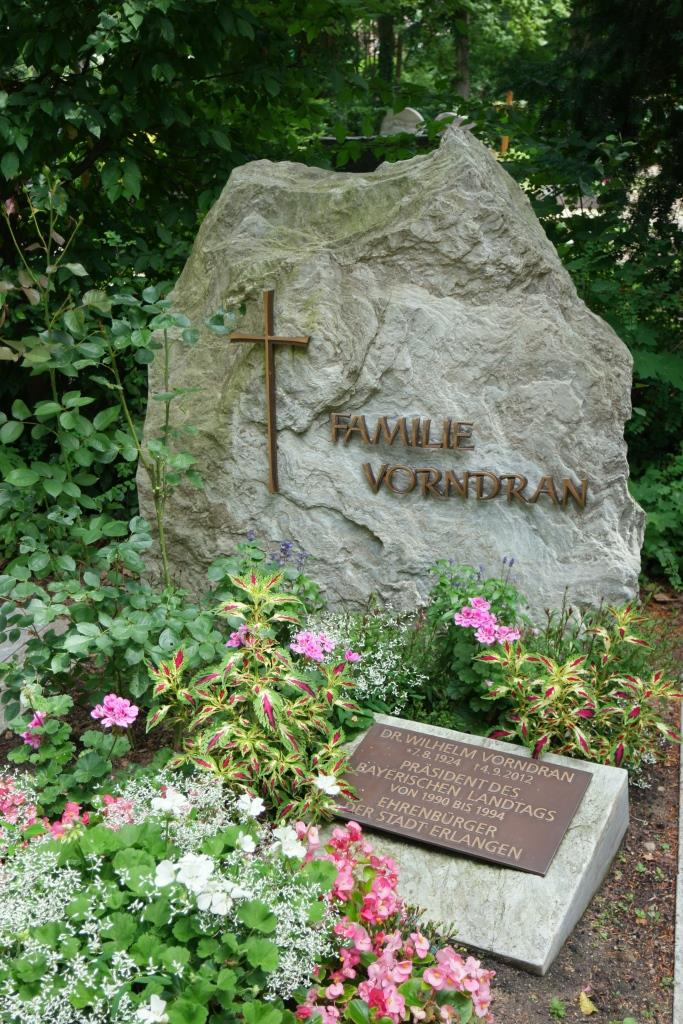
Grab von Wilhelm Vorndran auf dem Zentralfriedhof in Erlangen

Wilhelm Vorndran (* 7. August 1924 in Sondernau, Rhön; † 4. September 2012 in Erlangen) war ein bayerischer CSU-Politiker. Er war von 1958 bis 1994 Mitglied des Bayerischen Landtags und von 1990 bis 1994 dessen Präsident.

## Biographie
Vorndran besuchte das humanistische Gymnasium in Würzburg. Während des Zweiten Weltkriegs wurde er in die Wehrmacht einberufen und geriet im Mai 1945 in sowjetische Gefangenschaft, aus der er im Juli 1949 zurückkehrte. Sein Abitur holte er 1950 an der Oberrealschule Ansbach nach. Daran schloss sich ein Studium der Rechts- und Staatswissenschaften an der Universität Würzburg, Universität zu Köln und Universität Erlangen an. Er war Mitglied der K.St.V. Rhenania Erlangen und der K.St.V. Rheno-Frankonia Würzburg im KV. Sein Referendariat schloss er 1954 erfolgreich ab und promovierte im Jahr 1956 über „Die Mensur nach kanonischem Recht“. Sein Assessor-Examen bestand er 1957. Bis 1972 war er bei der Deutschen Bundespost als Oberpostrat und Amtsvorsteher des Postamtes Erlangen tätig.

## Politische Laufbahn
Wilhelm Vorndran war einer der Gründer des Ringes Christlich-Demokratischer Studenten (RCDS) an der Universität Erlangen. Er war zwei Jahre lang stellvertretender Landesvorsitzender des RCDS. Außerdem war er Kreisvorsitzender der CSU Erlangen-Stadt. Von 1981 bis 1989 war er der Landesvorsitzender des Arbeitskreises Juristen der CSU und von 1972 bis 1978 Staatssekretär im Bayerischen Staatsministerium für Arbeit und Sozialordnung. Von 1978 bis 1988 übte er das Amt eines Staatssekretärs im Staatsministerium der Justiz aus. Von Oktober 1988 bis Oktober 1990 war er Staatssekretär und Leiter der Bayerischen Staatskanzlei. Anschließend wurde er zum Präsidenten des Bayerischen Landtags gewählt und hatte dieses Amt vom 24. Oktober 1990 bis zum Ende der Legislaturperiode 1994 inne.

## Auszeichnungen
- 1968: Bayerischer Verdienstorden
- 1976: Verdienstkreuz 1. Klasse der Bundesrepublik Deutschland[2]
- 1978: Großes Verdienstkreuz der Bundesrepublik Deutschland[3]
- 1982: Großes Verdienstkreuz mit Stern
- 1983: Bayerische Staatsmedaille für soziale Verdienste
- 1986: Großes Verdienstkreuz mit Stern und Schulterband
- 1994: Ehrenbürgerrecht der Stadt Erlangen
- 1994: Johann Christian von Hofenfels-Medaille